# سیارک ۷۵۵۲
سیارک ۷۵۵۲ (به انگلیسی: 7552 Sephton، نامگذاری:1981EB27) هفت هزار و پانصد و پنجاه و دومین سیارک کشف شده‌است که در ۲ مارس ۱۹۸۱ کشف شد.
قدر مطلق سیارک برابر ۱۰.۲ است.